# Albert Szent-Györgyi
Albert Szent-Györgyi de Nagyrápolt o Albert von Szent-Györgyi Nagyrápolt (en hongarès: nagyrápolti Szent-Györgyi Albert) (Budapest, Imperi Austrohongarès 1893 - Woods Hole, EUA 1986) fou un metge nord-americà, d'origen hongarès, guardonat amb el Premi Nobel de Medicina o Fisiologia l'any 1937.

## Biografia
Va néixer el 16 de setembre de 1893 a la ciutat de Budapest, en aquells moments ciutat situada a l'Imperi Austrohongarès però que avui dia és la capital d'Hongria. Va iniciar els seus estudis de medicina a la Universitat de Budapest, avorrit d'aquests inicià la seva recerca al laboratori químic del seu oncle però els hagué d'interrompre durant la Primera Guerra Mundial on serví com a metge. Durant la Gran Guerra es disparà un tret al peu per tal d'abandonar el front, cosa que li permeté finalitzar els seus estudis l'any 1917.
Després de fugir d'Hongria l'any 1947 s'instal·là als Estats Units, d'on fou nomenat ciutadà l'any 1955. Va morir el 22 d'octubre de 1986 a la ciutat de Woods Hole, situada a l'estat nord-americà de Massachusetts.

## Recerca científica
Inicià la seva recerca a la ciutat de Pozsony, avui dia anomenada Bratislava. Quan la ciutat es va convertir en part de Txecoslovàquia el gener de 1919, ell va abandonar la ciutat alhora que la major part de població d'origen hongarès.
Posteriorment desenvolupà la seva recerca a la Universitat de Groningen, centrant-se en la química de la respiració cel·lular. Aquests treballs i gràcies a la Fundació Rockefeller li van permetre viatjar fins a la Universitat de Cambridge, on es va doctorar el 1927 gràcies a uns treballs que li van permetre aïllar l'"àcid hexurònic", avui dia denominat Vitamina C.
Posteriorment a la Universitat de Szeged va utilitzar "paprika" com a font de vitamina C (el L-enantiòmer de l'àcid ascòrbic) i es va adonar de la seva activitat anti-escorbútica. L'any 1937 fou guardonat amb el Premi Nobel de Medicina o Fisiologia per les seves investigacions en relació amb els processos de combustió biològica, en especial els referents a la vitamina C.
Durant la Segona Guerra Mundial va participar activament en la Resistència hongaresa. Encara que Hongria s'alià amb les potències de l'Eix, el primer ministre hongarès Miklós Kállay va enviar Szent-Györgyi a la ciutat d'Istanbul l'any 1944 per tal de negociar en secret amb els Aliats.
Adolf Hitler va dictar una autorització per a la detenció de Szent-Györgyi, però aquest s'escapà de la Gestapo i va romandre amagat dos anys. Després de la guerra recuperà el seu crèdit i fins i tot s'especulà amb la possibilitat que els soviètics l'anomenessin primer ministre, s'afilià al Partit Comunista d'Hongria i fou escollit membre del Parlament alhora que creà el Laboratori de Bioquímica de la Universitat de Budapest i restablí l'Acadèmia de Ciències d'Hongria. Descontent amb el sistema comunista va emigrar als Estats Units l'any 1947.
Durant la seva estada als Estats Units va crear el seu propi laboratori a Woods Hole, Massachusetts, i inicià la seva recerca al voltant del càncer i desenvolupant teories sobre física quàntica a la bioquímica d'aquesta malaltia. Durant la dècada del 1970 la seva recerca el va conduir a deduir que els radicals lliures esdevenien una causa potencial del càncer.